# Europameisterschaften im Vielseitigkeitsreiten 2021
| FEI Springreit-Europameisterschaft 2021 | FEI Springreit-Europameisterschaft 2021 |
| --------------------------------------- | --------------------------------------- |
| Sportarten:                             | Vielseitigkeitsreiten                   |
| Austragungsort:                         | Avenches, Schweiz                       |
| Sportstätten:                           | Institut Equestre National Avenche      |
| Teilnehmende Reiter:                    | 65                                      |
| Internet:                               | iena-events.ch                          |

Die Europameisterschaften im Vielseitigkeitsreiten 2021, auch als FEI Vielseitigkeits-Europameisterschaft 2021 bezeichnet (FEI Eventing European Championship Avenches 2021), wurden vom 23. bis zum 26. September 2021 in Avenches im Kanton Waadt durchgeführt. Bei dieser Veranstaltung wurden zum 35. Mal Europameister im Vielseitigkeitsreiten ermittelt.

## Organisation

### Vergabe
Die Europameisterschaften für das Jahr 2021 wurden im Sommer 2019 erstmals vergeben, damals erhielt das französische Nationalgestüt Haras du Pin in Le Merlerault den Zuschlag als Austragungsort. Nachdem als Folge der COVID-19-Pandemie die Olympischen Sommerspiele 2020 in den Juli / August 2021 verschoben wurden, wurden die Europameisterschaften der olympischen Pferdesportdisziplinen vom Weltpferdesportverband FEI abgesagt.
Nachdem die FEI auf Druck des Europäischen Pferdesportverband (EEF, European Equestrian Federation) im Oktober 2020 die Europameisterschaften im Springreiten und im Dressurreiten 2021 neu vergeben hatte, trat Michael Jung mit der Anregung an die Öffentlichkeit, auch die Europameisterschaften im Vielseitigkeitsreiten des Jahres 2021 erneut zu vergeben, um deren Durchführung zu ermöglichen. Er wies insbesondere darauf hin, dass mit den Turnierveranstaltern der Vielseitigkeit von Avenches auch Veranstalter geben würde, die in der Lage wären, diese Veranstaltung kurzfristig durchzuführen.
Im März 2021 wurden die Vielseitigkeits-Europameisterschaften dann tatsächlich neu vergeben. Avenches erhielt den Zuschlag, daneben gab es mit Montelibretti (Italien) und Boekelo (Niederlande) zwei in der Ausrichtung von Vielseitigkeit-Nationenpreisturnieren erfahrene Konkurrenten.

### Sportstätten
Austragungsort der Europameisterschaften ist das Nationale Reitsportzentrum der Schweiz (Institut Equestre National Avenche). Diese Anlage ist in direkter Nachbarschaft zum Schweizer Nationalgestüt gelegen. Das Nationale Reitsportzentrum wurde 1999 eingeweiht, es umfasst drei Rennbahnen und viele Reitplätze. Nachdem hier bereits Mitte der 2000er Jahre bereits einige Vielseitigkeitsturniere, so auch 2006 ein Nationenpreisturnier durchgeführt wurden, wurde Avenches erst wieder im Jahr 2020 Austragungsort von internationalen Vielseitigkeitsturnieren.

## Zeitplan
Bei den Europameisterschaften handelt es sich um eine CCI 4*-Langprüfung. Am 22. September 2021 wurden alle Pferde bei der ersten veterinärmedizinischen Untersuchung vorgestellt. Das sportliche Programm der Europameisterschaften verteilt sich vier Tage: Am 23. und 24. September 2021 traten die Reiter-Pferd-Paare in der Dressur an. Es folgen die Geländestrecke am 25. September von 11:00 bis 16:00 Uhr. Der Schlusstag beginnt mit der zweiten veterinärmedizinischen Untersuchung der teilnehmenden Pferde, ab 11:00 Uhr findet dann das abschließende Springen statt.

## Ergebnisse

### Zwischenergebnis nach der Dressur
Die britische Equipe unter der Ägide von Chris Bartle konnte sich gegenüber den Europameisterschaften 2019 deutlich verbessern und lag wie bereits bei den Olympischen Spielen wenige Wochen zuvor nach der Dressur auf Platz eins vor Deutschland. Diskussionen gab es bezüglich der Bewertung von Michael Jung und seinem Pferd Wild Wave, nachdem ein Richter das Paar für den Schritt deutlich schlechten bewertete als seiner Richterkollegen.
Einzelwertung:
| Rang | Reiter          | Pferd              | Minuspunkte (Prozent) |
| ---- | --------------- | ------------------ | --------------------- |
| 1    | Ingrid Klimke   | Hale Bob OLD       | 20,20 (79,84 %)       |
| 2    | Rosalind Canter | Allstar B          | 20,60 (79,37 %)       |
| 3    | Nicola Wilson   | Dublin             | 20,90 (79,13 %)       |
| 4    | Maxime Livio    | Api du Libaire     | 21,30 (78,73 %)       |
| 5    | Sarah Bullimore | Corouet            | 22,80 (77,22 %)       |
| 6    | Piggy March     | Brookfield Inocent | 23,30 (76,67 %)       |
| 7    | Michael Jung    | Wild Wave          | 23,90 (76,11 %)       |

Mannschaftswertung:
|   | Mannschaft     | Reiter                 | Pferd              | Minuspunkte |
| - | -------------- | ---------------------- | ------------------ | ----------- |
| 1 | Großbritannien | Rosalind Canter        | Allstar B          | 20,60       |
| 1 | Großbritannien | Nicola Wilson          | Dublin             | 20,90       |
| 1 | Großbritannien | Piggy March            | Brookfield Inocent | 23,30       |
| 1 | Großbritannien | Kitty King             | Vendredi Biats     | (24,10)     |
| 1 | Großbritannien | 64,80                  |                    |             |
| 2 | Deutschland    | Ingrid Klimke          | Hale Bob OLD       | 20,20       |
| 2 | Deutschland    | Michael Jung           | Wild Wave          | 23,90       |
| 2 | Deutschland    | Andreas Dibowski       | FRH Corrida        | 25,60       |
| 2 | Deutschland    | Anna Siemer            | FRH Butts Avondale | (31,50)     |
| 2 | Deutschland    | 69,70                  |                    |             |
| 3 | Frankreich     | Maxime Livio           | Api du Libaire     | 21,30       |
| 3 | Frankreich     | Gwendolen Fer          | Romantic Love      | 26,50       |
| 3 | Frankreich     | Jean Lou Bigot         | Utrillo du Halage  | 29,50       |
| 3 | Frankreich     | Stanislas de Zuchowicz | Covadys de Triaval | (30,80)     |
| 3 | Frankreich     | 77,30                  |                    |             |
| 4 | Österreich     | Harald Ambros          | Lexikon            | 24,10       |
| 4 | Österreich     | Robert Mandl           | Sacré-Cœur         | 26,30       |
| 4 | Österreich     | Lea Siegl              | Van Helsing P      | 28,70       |
| 4 | Österreich     | Katrin Khoddam Hazrati | Oklahoma           | (35,60)     |
| 4 | Österreich     | 79,10                  |                    |             |

### Zwischenergebnis nach dem Gelände
Einzelwertung:
| Rang | Reiter           | Pferd              | Minuspunkte | Minuspunkte | Minuspunkte      |
| Rang | Reiter           | Pferd              | Dressur     | Gelände     | Zwischenergebnis |
| ---- | ---------------- | ------------------ | ----------- | ----------- | ---------------- |
| 1    | Nicola Wilson    | Dublin             | 20,90       | 0,00        | 20,90            |
| 2    | Ingrid Klimke    | Hale Bob OLD       | 20,20       | 1,20        | 21,40            |
| 3    | Maxime Livio     | Api du Libaire     | 21,30       | 1,20        | 22,50            |
| 4    | Piggy March      | Brookfield Inocent | 23,30       | 0,00        | 23,30            |
| 5    | Sarah Bullimore  | Corouet            | 22,80       | 0,80        | 23,60            |
| 6    | Michael Jung     | Wild Wave          | 23,90       | 0,00        | 23,90            |
| 7    | Kitty King       | Vendredi Biats     | 24,10       | 0,80        | 24,90            |
| 8    | Christoph Wahler | Carjatan S         | 26,00       | 0,80        | 26,00            |

Mannschaftswertung:
| Rang | Mannschaft     | Reiter                 | Pferd                | Minuspunkte | Minuspunkte   | Minuspunkte      |
| Rang | Mannschaft     | Reiter                 | Pferd                | Dressur     | Gelände       | Zwischenergebnis |
| ---- | -------------- | ---------------------- | -------------------- | ----------- | ------------- | ---------------- |
| 1    | Großbritannien | Rosalind Canter        | Allstar B            | 20,60       | 56,40         | (77,00)          |
| 1    | Großbritannien | Nicola Wilson          | Dublin               | 20,90       | 0,00          | 20,90            |
| 1    | Großbritannien | Piggy March            | Brookfield Inocent   | 23,30       | 0,00          | 23,30            |
| 1    | Großbritannien | Kitty King             | Vendredi Biats       | 24,10       | 0,80          | 24,90            |
| 1    | Großbritannien |                        |                      | 69,10       |               |                  |
| 2    | Deutschland    | Ingrid Klimke          | Hale Bob OLD         | 20,20       | 1,20          | 21,40            |
| 2    | Deutschland    | Michael Jung           | Wild Wave            | 23,90       | 0,00          | 23,90            |
| 2    | Deutschland    | Andreas Dibowski       | FRH Corrida          | 25,60       | 15,20         | (40,80)          |
| 2    | Deutschland    | Anna Siemer            | FRH Butts Avondale   | 31,50       | 1,60          | 33,10            |
| 2    | Deutschland    |                        |                      | 78,40       |               |                  |
| 3    | Frankreich     | Maxime Livio           | Api du Libaire       | 21,30       | 1,20          | 22,50            |
| 3    | Frankreich     | Gwendolen Fer          | Romantic Love        | 26,50       | ausgeschieden | (1000,00)        |
| 3    | Frankreich     | Jean Lou Bigot         | Utrillo du Halage    | 29,50       | 0,00          | 29,50            |
| 3    | Frankreich     | Stanislas de Zuchowicz | Covadys de Triaval   | 30,80       | 14,00         | 44,80            |
| 3    | Frankreich     |                        |                      | 96,80       |               |                  |
| 4    | Schweiz        | Felix Vogg             | Cartania             | 27,70       | 0,00          | 27,70            |
| 4    | Schweiz        | Robin Godel            | Grandeur de Lully CH | 27,50       | 1,20          | 28,70            |
| 4    | Schweiz        | Patrick Rüegg          | Fifty Fifty          | 36,10       | 14,00         | 50,10            |
| 4    | Schweiz        | Beat Danner            | London Blue          | 56,90       | ausgeschieden | (1000,00)        |
| 4    | Schweiz        |                        |                      | 106,50      |               |                  |

### Endergebnis

#### Endergebnis Einzelwertung
| Rang | Reiter                 | Pferd                           | Minuspunkte | Minuspunkte   | Minuspunkte | Minuspunkte | Minuspunkte |
| Rang | Reiter                 | Pferd                           | Dressur     | Gelände       | Springen    | Gesamt      |             |
| ---- | ---------------------- | ------------------------------- | ----------- | ------------- | ----------- | ----------- | ----------- |
| 1    | Nicola Wilson          | Dublin                          | 20,90       | 0,00          | 0,00        | 20,90       |             |
| 2    | Piggy March            | Brookfield Inocent              | 23,30       | 0,00          | 0,00        | 23,30       |             |
| 3    | Sarah Bullimore        | Corouet                         | 22,80       | 0,80          | 0,00        | 23,60       |             |
| 4    | Michael Jung           | Wild Wave                       | 23,90       | 0,00          | 0,00        | 23,90       |             |
| 5    | Ingrid Klimke          | Hale Bob OLD                    | 20,20       | 1,20          | 4,00        | 25,40       |             |
| 6    | Maxime Livio           | Api du Libaire                  | 21,30       | 1,20          | 4,00        | 26,50       |             |
| 7    | Christoph Wahler       | Carjatan S                      | 26,00       | 0,80          | 0,00        | 26,80       |             |
| 8    | Felix Vogg             | Cartania                        | 27,70       | 0,00          | 0,40        | 28,10       |             |
| 9    | Kitty King             | Vendredi Biats                  | 24,10       | 0,80          | 4,00        | 28,90       |             |
| 10   | Izzy Taylor            | Monkeying Around                | 27,90       | 0,00          | 4,00        | 31,90       |             |
| 11   | Sara Algotsson-Ostholt | Chicuelo                        | 27,30       | 2,40          | 4,00        | 33,70       |             |
| 12   | Luc Chateau            | Troubadour Camphoux             | 35,30       | 0,40          | 0,00        | 35,30       |             |
| 13   | Sofia Sjoborg          | Bryjamolga van het Marienshof Z | 30,30       | 5,60          | 0,00        | 35,90       |             |
| 14   | Clare Abbott           | Jewelent                        | 30,40       | 5,60          | 0,00        | 36,00       |             |
| 15   | Robin Godel            | Grandeur de Lully CH            | 27,50       | 1,20          | 8,00        | 36,70       |             |
| 16   | Lea Siegl              | Van Helsing P                   | 28,70       | 8,00          | 0,00        | 36,70       |             |
| 17   | Anna Siemer            | FRH Butts Avondale              | 31,50       | 1,60          | 4,00        | 37,10       |             |
| 18   | Harald Ambros          | Lexikon                         | 24,10       | 13,60         | 0,00        | 37,70       |             |
|      | …                      |                                 |             |               |             |             |             |
| 22   | Andreas Dibowski       | FRH Corrida                     | 25,60       | 15,20         | 0,00        | 40,80       |             |
|      | …                      |                                 |             |               |             |             |             |
| 31   | Patrick Rüegg          | Fifty Fifty                     | 36,10       | 14,00         | 0,00        | 50,10       |             |
|      | …                      |                                 |             |               |             |             |             |
| 37   | Robert Mandl           | Sacré-Cœur                      | 26,30       | 28,80         | 0,00        | 55,10       |             |
|      | …                      |                                 |             |               |             |             |             |
| 39   | Katrin Khoddam Hazrati | Oklahoma                        | 35,60       | 22,40         | 0,00        | 58,00       |             |
|      | …                      |                                 |             |               |             |             |             |
| 44   | Dirk Schrade           | Casino                          | 30,50       | 43,60         | 0,00        | 74,10       |             |
|      | …                      |                                 |             |               |             |             |             |
| —    | Rebecca Gerold         | Shannon Queen                   | 36,40       | ausgeschieden |             | —           |             |
| —    | Beat Danner            | London Blue                     | 56,90       | ausgeschieden |             | —           |             |

Fußnote:
1. ↑  Die Idealzeit im Gelände betrug 10:07 Minuten. Da Robin Godel mit seiner benötigten Geländezeit von 10:10 Minuten dichter an der Idealzeit war als Lea Siegl (mit 10:27 Minuten) wird er vor Siegl auf Rang 15 geführt.

#### Endergebnis Mannschaftswertung
| Platz                                     | Land           | Reiter und Pferde               | Minuspunkte | Minuspunkte | Minuspunkte | Minuspunkte |
| Platz                                     | Land           | Reiter und Pferde               | Dressur     | Gelände     | Springen    | Gesamt      |
| 1                                         | Großbritannien | Großbritannien                  |             |             |             | 73,10       |
| ----------------------------------------- | -------------- | ------------------------------- | ----------- | ----------- | ----------- | ----------- |
|                                           |                | Rosalind Canter Allstar B       | 20,60       | 56,40       | 0,00        | (77,00)     |
| Nicola Wilson Dublin                      | 20,90          | 0,00                            | 0,00        | 20,90       |             |             |
| Piggy March Brookfield Inocent            | 23,30          | 0,00                            | 0,00        | 23,30       |             |             |
| Kitty King Vendredi Biats                 | 24,10          | 0,80                            | 4,00        | 28,90       |             |             |
| 2                                         | Deutschland    | Deutschland                     |             |             |             | 86,40       |
|                                           |                | Ingrid Klimke Hale Bob OLD      | 20,20       | 1,20        | 4,00        | 25,40       |
| Michael Jung Wild Wave                    | 23,90          | 0,00                            | 0,00        | 23,90       |             |             |
| Andreas Dibowski FRH Corrida              | 25,60          | 15,20                           | 0,00        | (40,80)     |             |             |
| Anna Siemer FRH Butts Avondale            | 31,50          | 1,60                            | 4,00        | 37,10       |             |             |
| 3                                         | Schweden       | Schweden                        |             |             |             | 113,90      |
|                                           |                | Sara Algotsson-Ostholt Chicuelo | 27,30       | 2,40        | 4,00        | 33,70       |
| Malin Josefsson Golden Midnight           | 34,10          | 5,20                            | 0,00        | 39,30       |             |             |
| Malin Petersen Charly Brown               | 28,90          | 12,00                           | 0,00        | 40,90       |             |             |
| Christoffer Forsberg Sapporo              | 31,60          | 37,20                           | 8,00        | (76,80)     |             |             |
| 4                                         | Schweiz        | Schweiz                         |             |             |             | 114,90      |
|                                           |                | Felix Vogg Cartania             | 27,70       | 0,00        | 0,40        | 28,10       |
| Robin Godel Grandeur de Lully CH          | 27,50          | 1,20                            | 8,00        | 36,70       |             |             |
| Patrick Rüegg Fifty Fifty                 | 36,10          | 14,00                           | 0,00        | 50,10       |             |             |
| Beat Danner London Blue                   | 56,90          | ausgeschieden                   |             | (1000,00)   |             |             |
| 5                                         | Frankreich     | Frankreich                      |             |             |             | 116,80      |
|                                           |                | Maxime Livio Api du Libaire     | 21,30       | 1,20        | 4,00        | 26,50       |
| Gwendolen Fer Romantic Love               | 26,50          | ausgeschieden                   |             | (1000,00)   |             |             |
| Jean Lou Bigot Utrillo du Halage          | 29,50          | 0,00                            | 12,00       | 41,50       |             |             |
| Stanislas de Zuchowicz Covadys de Triaval | 30,80          | 14,00                           | 4,00        | 48,80       |             |             |
| 6                                         | Österreich     | Österreich                      |             |             |             | 129,50      |
|                                           |                | Lea Siegl Van Helsing P         | 28,70       | 8,00        | 0,00        | 36,70       |
| Harald Ambros Lexikon                     | 24,10          | 13,60                           | 0,00        | 37,70       |             |             |
| Robert Mandl Sacré-Cœur                   | 26,30          | 28,80                           | 0,00        | 55,10       |             |             |
| Katrin Khoddam Hazrati Oklahoma           | 35,60          | 22,40                           | 0,00        | (58,00)     |             |             |
| 7                                         | Irland         | Irland                          |             |             |             | 141,40      |
| 8                                         | Italien        | Italien                         |             |             |             | 157,80      |
| 9                                         | Spanien        | Spanien                         |             |             |             | 169,50      |
| 10                                        | Tschechien     | Tschechien                      |             |             |             | 227,50      |
| 11                                        | Belgien        | Belgien                         |             |             |             | 1130,40     |
| 12                                        | Russland       | Russland                        |             |             |             | 1183,90     |
| 13                                        | Niederlande    | Niederlande                     |             |             |             | 2061,60     |